# Blagajev volčin
Blagajev volčin, tudi beli kozlovec, rumena jožefca, kraljeva roža, blagajka in igalka  (znanstveno ime Daphne blagayana) je nizek grmiček z rumenkastobelimi cvetovi iz družine volčinovk. Raste po celotnem Balkanskem polotoku, Slovenija pa je eno od njegovih najsevernejših rastišč. V Sloveniji je zavarovana vrsta, hkrati pa tudi ena od prvih zavarovanih rastlin na Kranjskem in Štajerskem, poleg planike.

## Opis
Blagajev volčin je nizek grmiček, ki zraste do višine 30 cm, nekateri viri omenjajo tudi do 60 cm. Listi so zimzeleni, enostavno cele oblike s celim robom ter usnjati. Na steblu so nameščeni premenjalno oz. spiralno. Na koncu poganjkov so ovršna socvetja rumenkastobelih cvetov, ki močno dišijo. Cvetovi so kratkopecljati, imajo štiri zrasle venčne liste z osmimi prašniki in so brez čašnih listov. Cveti od marca do maja, razmnožuje pa se pretežno z razraščanjem stebel (tj. na vegetativen način), redko s semeni.

## Rastišča
Razširjen je skorajda po celotnem Balkanskem polotoku, tako da ga poleg Slovenije najdemo še v Albaniji, Bolgariji, Bosni in Hercegovini, Črni gori, Grčiji, Severni Makedoniji, Romuniji, Srbiji ter na Hrvaškem in v severozahodni Italiji.
V Sloveniji raste na apnenčastih in dolomitnih tleh v svetlih gozdovih bukve in črnega bora. Najbolj je razširjen v alpskem in predalpskem svetu, raste pa vse do 1.900 m nadmorske višine. Tipična rastišča so tako Polhograjsko hribovje, okolica Idrije in Zaplane, dolina Trebuše, hribi nad spodnjim tokom Savinje (npr. Kopitnik), najdemo pa ga tudi v okolici Kočevja, ob Kolpi in na Kozjanskem.

## Odkritje in zgodovina
Blagajev volčin je 20. maja 1837 odkril slovenski botanik in grof Rihard Blagaj na Polhograjski gori oz. Gori sv. Lovrenca (824 m). Blagaj je do tedaj neznano rastlino poslal Henriku Freyerju, dobremu poznavalcu domače flore in kustosu takratnega deželnega muzeja v Ljubljani, ki jo je prvi natančno opisal in jo poimenoval Daphne blagayana v čast njenemu najditelju. Suhe primerke je poslal še nemškemu botaniku H.G.L. Reichenbachu v Dresden ter uredništvu znanstvenega zbornika Flora. Kasneje so ugotovili, da je bila rastlina že odkrita v Romuniji približno 50 let prej, vendar je bila napačno določena.
13. maja 1838 je Ljubljano obiskal takratni saški volilni knez Friderik Avgust II., kateremu je Freyer pokazal primerke redkih rastlin na Slovenskem in mu priporočal obisk Polhovega Gradca ter vzpon na Goro. Dan zatem se je knez, ki je bil navdušen botanik in mineralog, res povzpel na Goro, ki je bila dotlej edino znano rastišče blagajevega volčina, zato je grof Blagay v spomin na visoki obisk dal postaviti spomenik, rastline pa se je zaradi tega obiska prijelo tudi ljudsko ime »kraljeva roža«.
Domačini so knežji obisk pripisali domnevni »težki bolezni«, katero bi lahko pozdravil le blagajev volčin, zato so pričeli rastlino množično nabirati za kuhanje zdravilnih čajev. Kakor pri vseh volčinih so tudi semena blagajevega volčina strupena, zaradi česar je umrl vsaj en domačin, posledično pa je zanimanje za zdravilne učinke dokaj hitro upadlo.

## Zavarovanost
Blagajev volčin je hitro postal ogrožen zaradi nenadzorovanega nabiranja, saj je bila v 19. stoletju najbolj znana slovenska roža v Evropi; nekateri nemški botaniki so pred prvo svetovno vojno celo trdili, da se Slovence od ostalih narodov lahko loči po tem, da bivajo na območju rastišč blagajevega volčina. Slovensko planinsko društvo je zaradi ogroženosti vložilo prošnjo za zaščito rastline na Kranjski deželni zbor, ki je istega leta sprejel zakon. Ta je sicer prepovedoval izkopavanje in izruvanje rože, ne pa tudi trganja; predvidena kazen je znašala do 10 goldinarjev, za ponovitev prekrška do 25 goldinarjev. Blagajev volčin je bil tako poleg planike prva zavarovana rastlina na Slovenskem.
V Uredbi o zavarovanih prosto živečih rastlinskih vrstah iz leta 2004 je blagajev volčin označen z opombo H, kar pomeni, da mora država zagotoviti ukrepe za ohranjanje ugodnega stanja habitata rastlinske vrste. Tako je prepovedano vsakršno zavestno uničevanje, kot je trganje, rezanje, ruvanje in odvzem iz narave ter nasploh ogrožanje obstoja zavarovane vrst na njenem naravnem območju razširjenosti.